# Месянжинов, Вадим Викторович
Вадим Викторович Месянжинов (1940—2019) — советский и российский молекулярный биолог и вирусолог, доктор биологических наук, профессор.

## Биография
Окончил биолого-почвенный факультет МГУ им. М. В. Ломоносова, где впоследствии защитил кандидатскую и докторскую диссертации.
В 1980—1990-е годы работал в должности заместителя директора по научной работе Института вирусологии имени Д. И. Ивановского РАМН.
Под руководством В. В. Месянжинова защищены 22 кандидатские диссертации.
Заведующий лабораторией молекулярной биоинженерии Института биоорганической химии им. М. М. Шемякина и Ю. А. Овчинникова РАН (с 1997 г.)
Член редколлегии ежегодника «Успехи биологической химии», выпускаемого Институтом биохимии РАН.

## Награды и достижения
- 1998 — Соросовский профессор[6]
- 1993 — грант Лондонского королевского общества (именной грант Капицы)
- 1999 — премия А. Н. Баха за цикл работ «Структура и механизмы фолдинга фибриллярных суперспиральных белков»[7]
- 1995, 2000 — грант международной программы Медицинского института Говарда Хьюза[англ.][8].

Работал в крупнейших мировых научных центрах, таких, как Биоцентр в Базеле (Швейцария), Университет в Боулдере (штат Колорадо США), Совет по проведению медицинских исследований(Medical Research Council) в г. Кембридж (Великобритания).
Имеет публикации в журнале Nature.
Включен в список самых цитируемых российских ученых по версии www.expertcorps.ru (индекс Хирша 30).
Награждён Дипломом качества и золотой медалью Европейской научно-промышленной палаты.

## Интересные факты
Одним из первых учеников Месянжинова был поэт-песенник Борис Баркас — автор песни «Арлекино».